# Paulo Baya
Paulo Baya, pseudonimo di Paulo Henrique Silva Ribeiro (Marabá, 26 luglio 1999), è un calciatore brasiliano, attaccante del Ceará in prestito dal Primavera.

## Caratteristiche tecniche
Di ruolo ala sinistra, può giocare anche in posizione più arretrata come mezzala oppure come trequartista.

## Carriera
Paulo Baya è cresciuto nel settore giovanile del FC Cascavel ed ha debuttato in prima squadra il 19 gennaio 2020 nell'incontro del Campionato Paranaense perso 2-1 contro il Coritiba, dove ha trovato anche la sua prima rete dopo soli 3 minuti di gioco.
Nel 2021 è stato ceduto in prestito al Ventforet Kofu, club giapponese di seconda divisione. Utilizzato con poca costanza, a fine anno ha fatto ritorno in Brasile e il 28 gennaio 2022 è passato in prestito all'Avaí, con cui ha disputato il Campionato Catarinense. Sei mesi più tardi è stato prestato al Brusque, dove ha debuttato in Série B.
Il 10 gennaio 2023 ha lasciato a titolo definitivo il club giallonero ed ha firmato con il Primavera. Terminato il campionato statale, nel giugno seguente è stato ceduto in prestito al Ponte Preta per disputare la stagione di Série B. Ha segnato il suo primo gol nel campionato cadetto brasiliano il 29 luglio, decidendo la trasferta vinta 1-0 sul campo dell'Ituano.
Prestato al Goiás ad inizio 2024, è arrivato secondo nella classifica marcatori del Campionato Goiano con 10 reti in 13 partite.

## Statistiche

### Presenze e reti nei club
Statistiche aggiornate al 25 novembre 2024.
| Stagione        | Squadra         | Campionato      | Campionato | Campionato | Coppe nazionali | Coppe nazionali | Coppe nazionali | Coppe continentali | Coppe continentali | Coppe continentali | Altre coppe | Altre coppe | Altre coppe | Totale | Totale | Totale |
| Stagione        | Squadra         | Comp            | Pres       | Reti       | Comp            | Pres            | Reti            | Comp               | Pres               | Reti               | Comp        | Pres        | Reti        | Pres   | Reti   |        |
| --------------- | --------------- | --------------- | ---------- | ---------- | --------------- | --------------- | --------------- | ------------------ | ------------------ | ------------------ | ----------- | ----------- | ----------- | ------ | ------ | ------ |
| 2020            | FC Cascavel     | A1/PR+D         | 11+16      | 3+7        |                 | -               | -               |                    | -                  | -                  |             | -           | -           | 27     | 10     |        |
| 2021            | Ventforet Kofu  | J2              | 6          | 0          | CG              | 1               | 1               |                    | -                  | -                  |             | -           | -           | 7      | 1      |        |
| 2022            | Avaí            | PD/SC           | 8          | 0          | CB              | 1               | 0               |                    | -                  | -                  | RC          | 0           | 0           | 9      | 0      |        |
| 2022            | Brusque         | B               | 18         | 0          |                 | -               | -               |                    | -                  | -                  |             | -           | -           | 18     | 0      |        |
| 2023            | Primavera       | A2/SP           | 11         | 3          |                 | -               | -               |                    | -                  | -                  |             | -           | -           | 11     | 3      |        |
| 2023            | Ponte Preta     | B               | 24         | 2          | CB              | 0               | 0               |                    | -                  | -                  |             | -           | -           | 24     | 2      |        |
| 2024            | Goiás           | PD/GO+B         | 13+33      | 10+6       | CB              | 3               | 0               |                    | -                  | -                  | CV          | 3           | 1           | 52     | 17     |        |
| Totale carriera | Totale carriera | Totale carriera | 140        | 31         |                 | 5               | 1               |                    | -                  | -                  |             | 3           | 1           | 148    | 33     |        |